# 臺灣機車

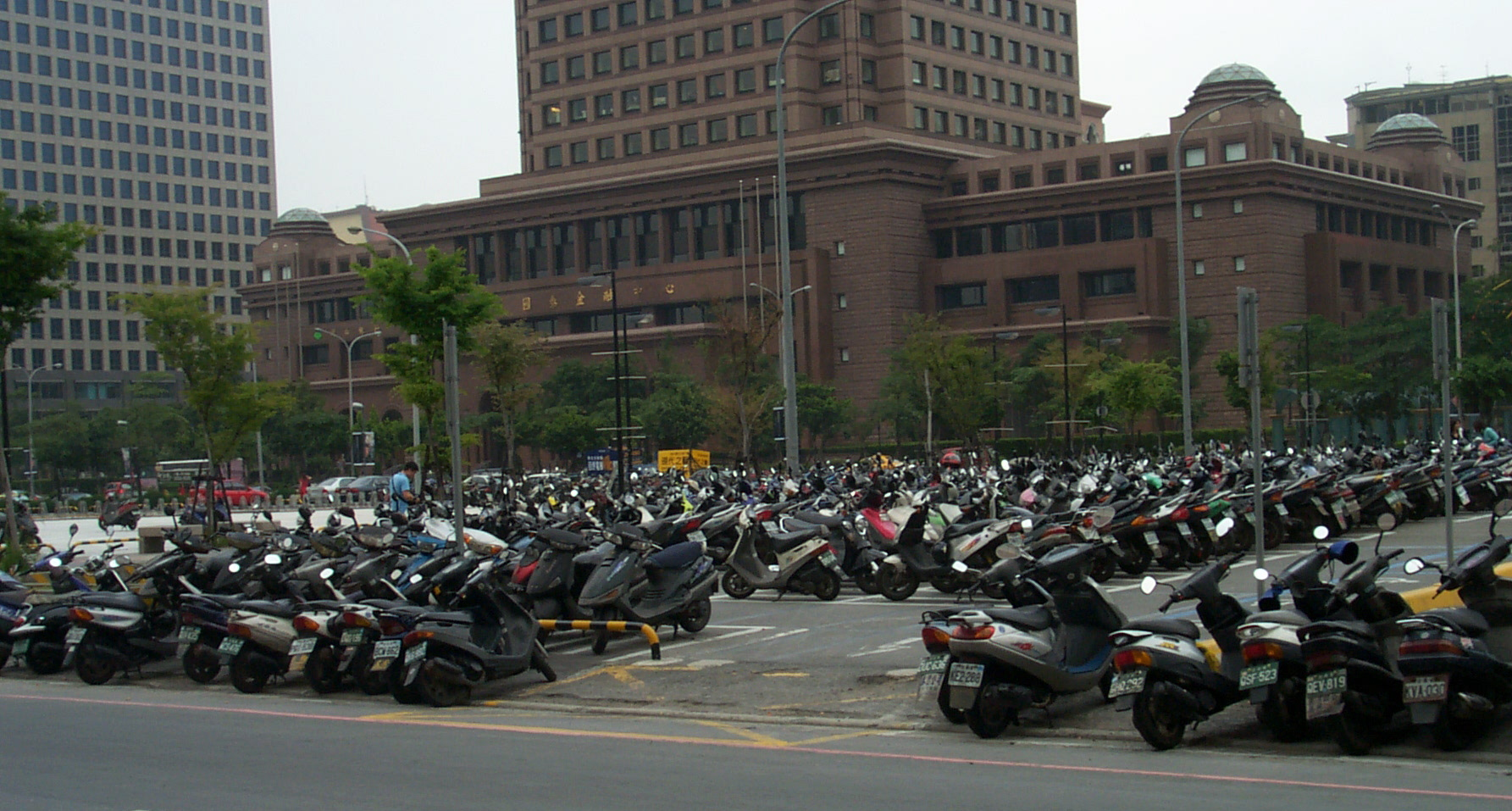
臺北市信義計畫區一處50c.c.以下輕型（綠牌）、普通重型機車（白牌）的專用停車場

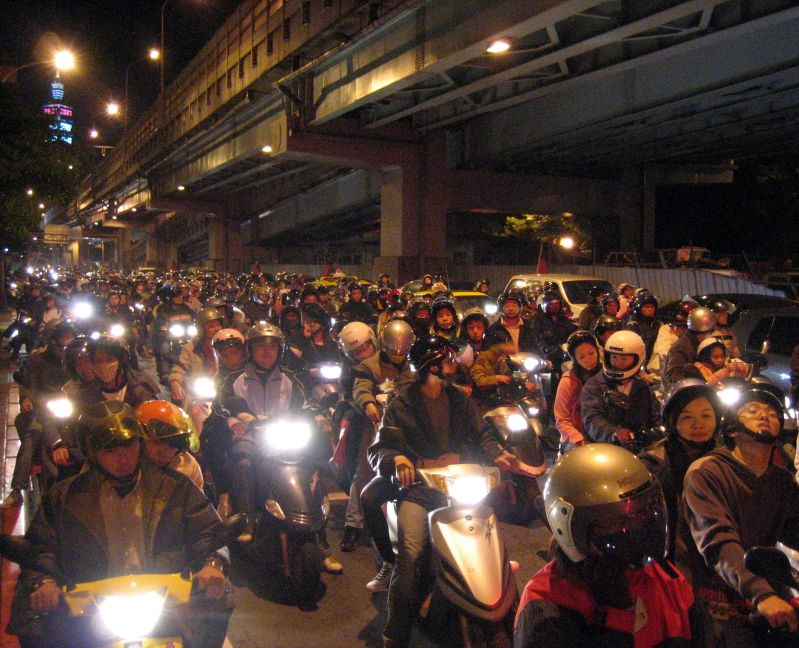
傍晚下班尖峰臺北街頭的機車車潮。臺灣人均機車數量位居世界第一。

長庚大學工業設計研究所 碩士論文. 穿梭在國家凝視下的日常生活實踐— 日治時期至1970年台灣機車的歷史研究

︁臺灣機車主要泛指臺灣的摩托車。「機車」一詞為「機器腳踏車」的簡稱。依據《道路交通安全規則》第三條第六款制定，機車分為小型輕型機車（白底紅字車牌）、普通輕型機車（綠底白字車牌）、普通重型機車（白底黑字車牌）、大型重型機車（黃底黑字車牌、紅底白字車牌）、身心障礙人士專用的機動三輪車共5種類型。其中身心障礙人士專用機車是指「車輪為前一後二或前二後一對稱型式排列的普通輕型機車、普通重型機車或大型重型機車」。
臺灣機車發展的一大特色，為速克達車型的普及程度遠大於打檔（檔車）車型。1950年起，被視為奢侈品的機車禁止進口，為了節省外匯。1951年，中華民國政府允許機車零件進口，開啟了拼裝機車的年代。1954年，政府無預警停止發放拼裝機車牌照，連帶導致進口車輛無法銷售。此時，臺灣仍有市場需求，導致拼裝進口機車零件來銷售的產業興起。1957年開放僑資進口機車，臺灣機車業者不敵外貨傾銷，退出機車生產。組裝機車再度橫行臺灣機車市場，同時品質不一，以及考照制度的簡易，造成交通違規頻傳，1960年後，政府訂定自製率，開始扶植機車產業生產，並積極透過引導業者外銷、進口管制與外匯政策，試圖壓抑機車市場的成長，但成效不彰。1967年，開始禁止輕型機車製造的申請，重新禁止進口，並試圖針對機車制定管理制度與辦法，納入交通管理，然而這入法後造成與汽車有著不同的駕駛模式。政府將乙種機車歸入甲種機車管理，才開始畫分輕重型機車，在此之前甲種機車（50cc以上）視為汽車類，故在1967年前無重型機車數量資料。1968年，禁止輕型機車雙載政策並課徵貨物稅，臺北市政府警察局基於交通秩序管理，試辦將中山北路、介壽路和中正路快車道禁止行駛甲種機車，機車應行慢車道，再增加重慶北路等七線道路。一連串政策一度導致50c.c.機車滯銷，三陽本田因此推出了改裝成65c.c.的「三陽本田65」，而一些體制不完全、規模小的業者退出機車產業。至1975年，每一百戶家庭，有43.91台機車，0.24台汽車。
1979年，政府禁止排氣量超過150立方公分之機車行駛，隔年（1980年）禁止製造及銷售。因應自2002年1月1日加入世界貿易組織（WTO），臺灣在6個月之後（即7月1日起）重新開放汽缸總排氣量超過150立方公分之重型機車進口、領照，並在入會時附帶承諾「150立方公分以上重型機車未來之騎乘限制，一般僅限於現有兩條南北向主要高速公路」。

## 機車分類
原先在政府規劃的車輛分級中，將車輛分為甲種車輛（快車）、乙種車輛（慢車）兩種。而甲種、乙種車輛之來源，正式見諸地方法令，始於民國四十一年（1952年）七月八日臺灣省政府頒布「臺灣省警務處、公路局聯合加強執行取締各種車輛超載應行注意事項」，將腳踏車、三輪車、人力車、板車、獸力車等統稱為乙種車輛，而將汽車類別（機動車，或稱運具；包括機器腳踏車）稱之爲甲種車輛，並分為五類：乘人小汽車、乘人大汽車、載貨大汽車、載客或載貨機動三輪車、機器腳踏車。
1960年代，為了維護交通安全、改善交通秩序以及管理方便，將拼裝馬達三輪貨車及五十CC以下機器脚踏車，從甲種移出納入乙種車輛類管理，並規定五十CC以下之機器脚踏車一律須經登記檢驗發照，駕駛人應考驗駕照。而原先的乙種車輛管理機關（警察機關）改移轉公路監理機關管理，應將五十CC以下之機器腳踏車以甲種車輛（快車）管理，不再視爲乙種車輛（慢車）。直到1968年道路交通管理處罰條例立法後，要求統一視同汽車管理。但公路監理機關級各級政府，卻禁止其行駛快車道，並仍允許行駛慢車道。
現行道路交通安全規則中，關於機車的分類原本僅有重型機車與輕型機車兩類。2002年7月1日修正為大型重型機車、普通重型機車、輕型機車三類。2007年6月1日修法將輕型機車再細分為普通輕型、小型輕型。現行法規的機車分類為以下四類：大型重型機車、普通重型機車、普通輕型機車、小型輕型機車。
原本超過250cm³的車輛皆為黃色車牌，交通部為了配合立法院立法開放550cm³以上車輛行駛高速公路，故將超過550cm³的車輛車牌改為紅色車牌。然而紅牌車輛仍屬於大型重型機車，並未獨立成為「超重型機車」，故稱呼紅牌車輛為超重型機車是不正確的。
| 2002年前法規劃分 | 2002年前法規劃分 | 2002年前法規劃分 | 重型機車     | 重型機車               | 重型機車               | 輕型機車                       | 輕型機車            | 輕型機車 |
| 2002年法規劃分   | 2002年法規劃分   | 2002年法規劃分   | 大型重型機車 | 大型重型機車           | 普通重型機車           | 輕型機車                       | 輕型機車            |          |
| 2007年法規劃分   | 2007年法規劃分   | 2007年法規劃分   | 大型重型機車 | 大型重型機車           | 普通重型機車           | 普通輕型機車                   | 小型輕型機車        |          |
| ---------------- | ---------------- | ---------------- | ------------ | ---------------------- | ---------------------- | ------------------------------ | ------------------- | -------- |
| 汽缸排氣量       | 汽缸排氣量       | 汽缸排氣量       | 550cm³以上   | 超過250cm³~ 未滿550cm³ | 超過50cm³~ 250cm³以下  | 50cm³以下                      | 電動馬達驅動        |          |
| 電動機車         | 最大馬力         | 最大馬力         | 54馬力以上   | 超過40馬力~ 未滿54馬力 | 超過5馬力、 40馬力以下 | 1.34馬力（1瓩）以上~ 5馬力以下 | 未滿1.34馬力（1瓩） |          |
| 電動機車         | 最大速度         | 最大速度         | 無限制       | 無限制                 | 無限制                 | 超過45km/hr                    | 45km/hr以下         |          |

## 駕駛執照
- 依據《道路交通安全規則》第61條：

1. 已領有大型重型機車駕駛執照者，得駕駛普通重型機車、輕型機車。
2. 已領有普通重型機車駕駛執照者，得駕駛輕型機車。
3. 已領有重型機車駕駛執照者，得駕駛普通重型機車、輕型機車。
4. 已領有普通輕型機車駕駛執照者，得駕駛小型輕型機車。
5. 已領有輕型機車駕駛執照者，得駕駛普通輕型機車、小型輕型機車。

- 依據《道路交通安全規則》，欲取得大型重型機車駕照（排氣量逾250cc），需年滿20歲以上、持有普通重型機車駕駛執照滿一年以上，且經過訓練、考驗合格，取得該駕照後始可駕駛排氣量超過250cc機車。

## 機車車牌
| 車種稱呼                        | 小型輕型機車             | 普通輕型機車             | 普通重型機車             | 大型重型機車 黃牌     | 大型重型機車 紅牌     |
| ------------------------------- | ------------------------ | ------------------------ | ------------------------ | --------------------- | --------------------- |
| 汽缸總排氣量                    | 不適用                   | 50cm³以下                | 超過50cm³~250cm³以下     | 超過250cm³~未滿550cm³ | 550cm³以上            |
| 電動機車之馬達及 控制器最大馬力 | 小於1.34馬力             | 1.34馬力以上~5馬力以下   | 超過5馬力~40馬力以下     | 超過40馬力 未滿54馬力 | 54馬力以上            |
| 車牌範例                        | AAA-001 001-AAA SAA-0001 | AAA-001 001-AAA QAA-0001 | AAA-001 001-AAA MAA-0001 | 001-FAA LAA-0001      | AA-01 AA-001 LGA-0001 |
| 車牌說明                        | 白底紅字                 | 綠底白字                 | 白底黑字                 | 黃底黑字              | 紅底白字              |

- 550cm³以上之大型重型機車亦需懸掛前方牌照，尺寸為長18公分寬8公分，材質鋁箔材質貼紙厚度應具可塑性，依車型不同採橫式或直式固定加掛。
- 550cm³以上之大型重型機車新式車牌編碼為前二碼英文後三碼數字，與舊式大客車發生撞號，2015年7月開始改為前三碼英文後四碼數字。
- 2013年1月1日新式車牌正式掛牌，各式車牌數字碼各加一碼。
- 2017年6月30日，道安規則第11條修正。超過54匹馬力之電動大型重型機車需領紅底白字的車牌。

## 機車路權之限制以及爭議

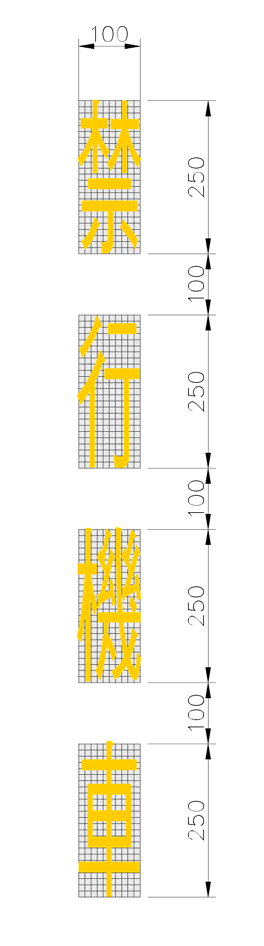
臺灣部份車道上的「禁行機車」標字，禁止汽缸總排氣量未滿250立方公分機車行駛。

法規上，機車行駛「禁行機車」道的處罰，可以追溯到1975年7月11日，由立法院修法通過新增「道路交通管理處罰條例」第45條第1項第13款，此為第一次在法規中明文禁止機車與汽車爭道行駛。同年九月五日、十月二十二日，交通部會同內政部警政署發布修正後的「道路交通安全規則」，將機車行駛車道規則寫入第99條第一項，與機車於路口轉彎規則寫入第99條二項。。
1986年5月13日起，立法院修正「道路交通管理處罰條例」第三條，將車輛定義為「可在道路上以原動機（自身動力）行駛之汽車及機器腳踏車或以人力、獸力行駛之車輛」，而在1996年12月31日，為避免執行上之困擾，進一步明定汽車包括機車。因此，就若干監理行政來看，機車確實包含在汽車之內，例如：強制汽車責任險、汽車駕駛執照，惟車種為機車。
慢車，則是指自行車以及三輪以上以人力、獸力行駛車輛。但就機車路權而言，自從1967年將50cc以上機車劃入50cc以下機車統一管理後，原先比照汽車行駛的甲種機車已不復存在。而前臺北市市長李登輝為了鼓勵大眾使用大眾運輸，首開先例的禁行機車以來，將機車當成是慢車管理，延續三十多年。他曾在1978年9月計畫要求機車禁止行駛中山北路慢車道，等於整條中山北路皆禁止機車行駛，理由是外側慢車道規劃給公車使用，內側快車道已供小客車使用，已無多餘空間供機車使用。
又加上台灣機車使用者多以及用車成本上較自小客以上便宜、機車體積和自行車一樣小但速度和汽車一樣快，因此藉由各種交通工程來限制機車之使用，例如實施快車道禁行機車，機車路權大致上比照自行車，部分路段限制機車已達到抑制機車效果，然而此一政策導致不少交通問題，造成諸多爭議：
一、將機車限制和自行車一樣路權行駛於慢車道，造成機車與自行車速差過大造成行車糾紛與事故。
二、監理行政及法規機車依照法規仍屬於汽車範圍，且監理行政上機車比照汽車需考照才能行駛，亦須牌照監理，因此機車在監理法規及行政比照汽車，路權卻比照慢車而造成爭議。
三、右轉汽車與直行機車之車流交織，尤其政府實施機車靠右汽車靠左制度，因此造成右轉汽車容易與直行機車交織產生行車糾紛。
四、限制機車路權導致部分民眾改用自小客車因應，自小客車數量增加造成連續假期國道及部分景點公路過度壅塞。
五、機車行駛右側易與起駛或停車車輛造成行車糾紛。

## 機車路權之開放
2002年（民國九十一年）7月1日剛重新開放汽缸總排氣量超過150立方公分之普通重型機車、大型重型機車進口、領照時，大型重型機車（汽缸總排氣量超過250立方公分）的行駛路權仍然比照其他機車，不開放行駛高速公路、快速公路、快速道路、塗有禁行機車之快車道，但得比照汽車停放於路邊汽車停車格。
2007年（民國九十六年）1月12日立法院通過《道路交通管理處罰條例》第92條修正條文，1月29日時任中華民國總統陳水扁公布，施行日期由中華民國行政院以命令定自11月1日起，汽缸總排氣量550立方公分以上之大型重型機車，原則應比照小型汽車適用其行駛規定，而此次修法的立法理由就表示：

一、目前的交通法令，除對於各型機車訂定不同的駕照考驗規定外，並未因應大型重型機車開放而針對不同等級的機車訂定不同的道路安全管理規範。
二、根據交通部運輸研究所之研究整理比較的結果發現，許多國家的交通法規規定，機車騎士與汽車駕駛人行駛在道路上時，擁有同樣的權利與義務。除了輕型機車不得使用高速公路或快速道路之外，大部分的國家對於持有正式駕照的機車駕駛人並未有路權上的限制。目前許多國家意識到小汽車高度成長對於交通與環境造成相當大的衝擊，進而鼓勵大眾運具的使用。

三、我國自九十一年政府開放大型重型機車（250CC以上）進口後，對大型重型機車仍課徵較相同汽缸排氣量之自用小客車約兩倍的使用牌照稅額，且於交通安全法規亦負擔與汽車相同之義務，但其行駛路權受到諸多限制。
2007年11月1日起，排氣量550立方公分以上之大型重型機車取消兩段式左轉之規定規範，而開放路權之範圍有：
（2012年7月1日起排氣量超過250c.c.未滿550c.c.之大型重型機車亦比照汽車其行駛、處罰規定）
1. 全國各縣市所屬快車道、快速道路、高架道路。（若該路段懸掛遵23標誌，則大型重型機車不得行駛該路段。大型重型機車開放路段應懸掛遵23.1或遵23.2標誌）[24]
2. 台1線（忠孝橋－泰山）中山高架道路。
3. 台2己線（北上方向）基隆港西聯外道路。（南下因直接銜接國道三號福爾摩沙高速公路，目前國道三號尚未開放排氣量逾550c.c.之大型重型機車行駛）
4. 台61線（沙崙－青草埔）省道快速公路。（目前僅八里一交流道－十份交流道間完工，其餘路段皆興建中或規劃中）
5. 台61甲（臺北港-八里）省道快速公路。（已解編，此路段改編為台61線範圍）
6. 台62線（萬里－瑞濱）省道快速公路。
7. 台63線（臺中－南投）省道高架道路。
8. 台64線（八里－新店）省道快速公路。
9. 台65線（土城-五股）省道快速公路。（不開放土城一交流道－土城交流道）
10. 台66線（觀音－大溪）省道快速公路。
11. 台68線（南寮－竹東）省道快速公路。
12. 台72線（後龍－汶水）省道快速公路。
13. 台74線（快官－霧峰）省道快速公路。（不開放大里二交流道－霧峰交流道，開放乙案於2022年12月20日遭國道高速公路局無限期暫緩辦理 （页面存档备份，存于），預計開放時間未知）
14. 台76線（芳苑－草屯）省道快速公路。（不開放林厝交流道－中興系統交流道，開放乙案於2022年12月20日遭國道高速公路局無限期暫緩辦理 （页面存档备份，存于），預計開放時間未知）
15. 台78線（臺西－古坑）省道快速公路。（不開放古坑交流道－古坑系統交流道）
16. 台82線（東石－水上）省道快速公路。（不開放嘉義交流道－水上系統交流道）
17. 台84線（北門－玉井）省道快速公路。
18. 台86線（臺南－關廟）省道快速公路。
19. 台88線（高雄－潮州）省道快速公路。（不開放五甲系統交流道至鳳山交流道）
20. 國道三號甲線（臺北－深坑）國道快速公路。

2011年（民國一百年）11月8日立法院通過《道路交通管理處罰條例》第92條修正條文，11月23日總統公布之。2012年（民國一百零一年）6月19日由行政院以命令定自7月1日施行起，汽缸總排氣量550立方公分以上大型重型機車，得依交通部公告規定之路段及時段行駛高速公路，其駕駛人應有得駕駛汽缸排氣量五百五十立方公分以上大型重型機器腳踏車駕駛執照一年以上及小型車以上之駕駛執照。再者，各種大型重型機車，不論汽缸總排氣量550立方公分以上或者未滿，原則比照小型汽車適用其行駛及處罰規定。這也代表超過250c.c.未滿550c.c.的大型重型機車不需要兩段式左轉、可行駛禁行機車道、可行駛各級快速公路、快速道路，但國道高速公路仍未開放。
交通部至今未依據立院三讀決議及附帶決議（100.11.07立法院公報 第 100 卷 第 70 期院會紀錄），遵行行政程序法第150~162條規定，訂定相對應知法規命令。交通部執意並未依照立法院交通委員會之附帶決議【審酌第一階段開放之實際情形及民眾問卷調查，評估是否繼續進行第二階段之開放】第一階段並未試辦即辦理民調，遭到許多民眾批評太過草率；交通部官員有瀆職之虞，遭監察委員調查。
而一般機車方面，2002年率先開放一般機車行駛鄰近慢車道之快車道以及單向三線以上得行駛最外側兩個車道；
2013年交通部公路總局公告，省、縣道及該局代管道路，凡是單向為二或三線車道的道路取消內側禁行機車，四線車道則將禁行車道數由內側二個縮減為一個。但新制上路時程仍需視各道路標誌標線修改重劃進度而定。
2016年有鑑於都會區小客車數量急遽增多造成都會區道路嚴重壅塞，政府鼓勵民眾以機車及大眾運輸替代汽車使用，以避免都會區塞車情況，逐漸對於禁行機車作出解套，對於機車的政策有些縣市採塗銷禁行機車方式，但也有縣市為了鼓勵民眾搭乘大眾運輸，暫時維持現狀或是擴增禁行機車範圍，以下為直轄市（六都）對於機車整體政策：

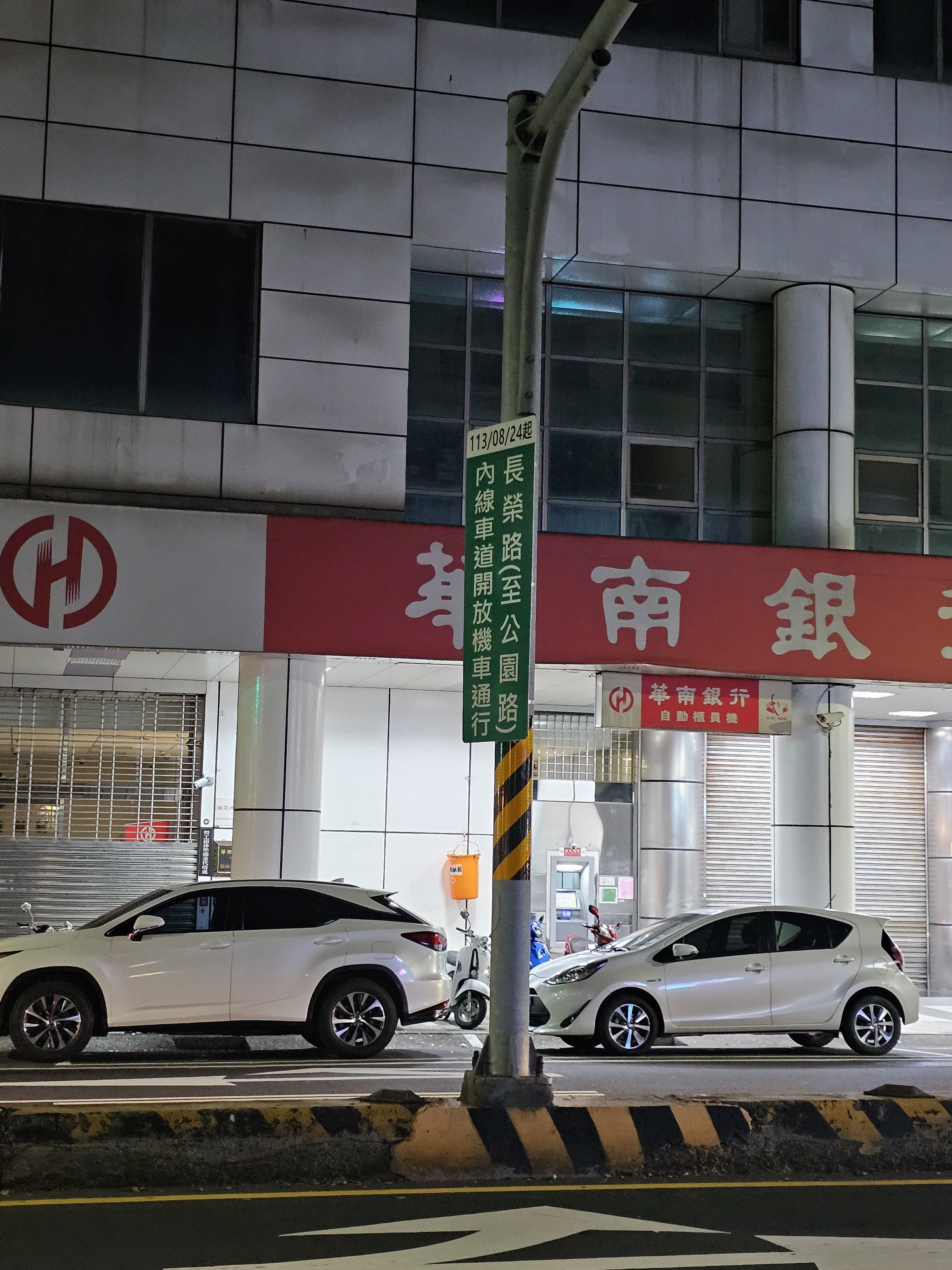
台南市東區長榮路一段（靠近府連東路路口）開放普通機車行駛內線車道之指示牌

- 臺北市：臺北市政府交通局試辦44個路段，塗銷「禁行機車道」。
- 新北市：新北市政府交通局表示，單向兩線道以下道路原則上不設禁行機車道，部分路段經由中華民國機車黨建議增設外側機車專用左轉道及塗銷禁行機車等措施。
- 臺中市：臺中市政府交通局基於鼓勵搭乘大眾運輸立場，部分區域將規劃禁止燃油機車進入。
- 臺南市：臺南市政府交通局基於鼓勵搭乘大眾運輸立場，原則上維持現狀，本市單向兩線道以上原則上內線禁行機車，惟部分路段路幅狹窄，採一混合+機慢車優先道使用；在舊臺南市內單向三線道以上之省道，原則上僅保留慢車道供機車使用。然自2020年臺南市試辦外側快車道可行駛機車開始，已有多條單向三線道以上之省道開放機車行駛外側快車道及慢車道，包括中華東路、中華北路及大同路等。 2023年10月28日起，臺南市政府擇定中西區湯德章大道（原中正路）及府前路試辦單向兩線道（一快車道+一混合車道）路段取消內側車道禁行機車及強制路口兩段式左轉之管制，[27] 並隨後數度在2023年12月23日起於永康區2路段、[28] 2023年12月30起於舊市區5路段、[29] 2024年4月27日起於市內7路段擴大試辦。[30] 經政府統計分析，顯示機車行駛單向2車道路段之內側車道及路口直接左轉樣態並未明顯提高道路整體行車風險，因此臺南市政府規劃擴充交通工程能量、加速全面推動單向兩車道路段內線開放機車行駛，以2024年底全面開放為目標。2024年8月24日0時起，臺南市原六區（東、中西、南、北、安平、安南）及永康區、仁德區、歸仁區與關廟區共計10處行政區內所有單向兩車道路段一次性全面開放機車行駛內側車道及不強制二段式左轉，[31] 在此之前提前派工移除開放路段上的遵20（強制機車兩段式左轉）標誌，並於開放路段起點增設相關指示牌面（長方形直立牌，上方白底黑字橫書列出開放日期「YYY/MM/DD起」，下方綠底白字直書右起列出「【開放路名】路（至【迄點路口名稱】）內線車道開放機車通行」），亦陸續塗銷刨除開放路段上的「禁行機慢車」或「禁行機車」標字，同時保留原機車二段式左轉待轉區供機車駕駛人自由選擇於路口內側車道直接左轉或外側兩段左轉。由於禁行機車標字刨除工程需時，預計2024年底前方能全數完成，故自2024年8月24日凌晨0時起至未完全刨除前，臺南市政府警察局亦配合在開放路段不舉發違規行駛禁行機慢車道。[31]
- 高雄市：高雄市政府交通局表示，除特別考量交通安全路段外，依現行交通規則，機車本來就能行駛2車道以下道路的內側車道，部分道路兩線道內塗銷禁行機車（例如：鳳山區五甲二路），高雄市只全面禁止機車騎進3車道以上道路的內側車道，以及快慢車分開的快車道。

經機車路權團體多年的陳情與交通主管機關多次召開會議下，並由公路主管機關辦理招標，針對「機車通行長隧道條件」委託季鈞管理顧問股份有限公司進行收集資訊、評估、招開公民工作坊，公民工作坊邀請學者專家、大型車工會、路權團體、人民等人民團體參與討論（長隧道包含國道五號蔣渭水高速公路雪山隧道、台76線八卦山隧道），參與人士並針對此議題於PTT批踢踢實業坊《Superbike》板發表心得。
2020年6月30日，試辦大型重型機車通行台9線南迴公路拓寬改善後續計畫路段（安朔－草埔段）。2021年4月30日正式開放大型重型機車通行，另公路總局目前仍評估該路段是否開放普通重型機車行駛；其他南迴公路改善工程則不限制車種。
2021年9月30日，試辦大型重型機車行駛台9線蘇花公路改善計畫路段，2022年9月1日正式開放大型重型機車通行。

## 大型重型機車限制行駛之路段
《道路交通管理處罰條例》
第92條第6項

大型重型機車，除本條例另有規定外，比照小型汽車適用其行駛及處罰規定；其駕駛執照考驗及行駛規定，由交通部會同內政部定之。
依道路交通管理處罰條例第92條第6項之規定，大型重型機車原則比照小型汽車適用其行駛及處罰規定。故大型重型機車原則可行駛原禁行機車之路段，惟因各地方政府管理，部分道路並未開放大型重型機車行駛，以下表列所述：

### 國道快速公路
- 國道八號：台南端至南133線平交路口路段，高速公路局評估因路線較短，故不開放大型重型機車行駛。

### 省道快速公路
- 台65線：因土城系統交流道係直接銜接國道3號福爾摩沙高速公路，大型重型機車僅得行駛五股端至土城一交流道路段，土城一交流道至土城系統交流道禁止大型重型機車行駛。
- 台74線：因霧峰交流道部分銜接國道3號，大型重型機車尚未開放行駛國道3號，避免大型重型機車騎士誤入國道3號，故不開放大里二交流道－霧峰交流道，開放乙案現研議中。
- 台76線：因八卦山隧道長隧道通行機車有疑慮，且中興系統交流道部分銜接國道高速公路，係屬高速公路局轄權範圍，考量行車安全、避免誤闖國道及通行路權法規等面向，公路總局將綜整高速公路局評估意見，統整陳報交通部核示。目前尚未開放行駛林厝交流道－中興系統交流道路段，開放乙案現研議中。
- 台78線：因古坑系統交流道銜接國道3號，大型重型機車尚未開放行駛國道3號，故不開放行駛古坑交流道－古坑系統交流道間雙向路段。
- 台82線：因水上系統交流道銜接國道3號，大型重型機車尚未開放行駛國道3號，故不開放行駛嘉義交流道－水上系統交流道間雙向路段。

### 一般快速道路

#### 台北市
- 環東大道：因環東大道主線成為南港聯絡道，將直接銜接國道3號，故東行僅得行駛至經貿一路匝道駛出；西行由橫科路匝道駛入。
- 建國高架道路：因建國高架道路圓山匝道直接銜接國道1號，故北向僅得行駛至民權東路匝道駛出；南向由民權東路匝道駛入。

### 縣市一般道路

#### 新北市
- 新莊區中正路855巷：因855巷狹窄，會車不易，因此進行單向管制，大型重型機車及大型重型機車以外之機車、自行車於7-9時及17-19時禁止由台1甲線中正路、市道107線明志路之路口進入。

#### 台南市
- 關廟區北安一街：因鄰近 市道182號，大型重型機車排氣管噪音導致居民陳情反映，故該道路禁止大型重型機車行駛。現已開放，無禁止大型重型機車通行。

## 車禍
2017年內政部警政署交通組統計報告，警察機關受處理道路交通事故共29萬6,826件、死傷人數計39萬5,715人，平均每天發生813件、死傷1,084人。肇事（含受害者與加害者）車種以機車最多，自用小客車居次。而肇事率（每萬輛機動車輛交通事故觀察）則為大客車最高，其次為營業小客車。
若以肇事率作為全盤的數據分析也並不完全合理，因樣本數量差距過於巨大。例如2017年時運輸學會所公布的檢核結果，7月-9月國3甲並無發生大型重型機車死亡與事故。台64線大型重型機車發生5件事故、5人受傷，小型車發生15件事故、17人受傷。在使用全球只有中華民國交通部利用的每百萬延車公里作預計的話，事故件數上會估算出大型重型機車約為小型車的11.6倍。

## 備註
1. ↑  立法院在2012年5月8日三讀通過《道路交通管理處罰條例》修正案，將涉及摩托車名詞稱呼的第3條及第92條，原先使用的「機器腳踏車」一詞正名為「機車」。

### 來源
- . .   [2024-04-01] （中文）.
- . .   [2024-04-01] （中文）.

## 外部連結
- 维基导游上有關在臺灣騎摩托車的旅行指南